# Gare de Torokko Kameoka
La gare de Torokko Kameoka (トロッコ亀岡駅, Torokko Kameoka-eki) est une gare ferroviaire située à Kameoka, dans la préfecture de Kyoto au Japon, située sur le chemin de fer touristique Sagano Scenic Railway, dont elle est le terminus. Elle est située non loin de la gare d'Umahori, sur la ligne Sagano exploitée par JR West.

## Situation ferroviaire

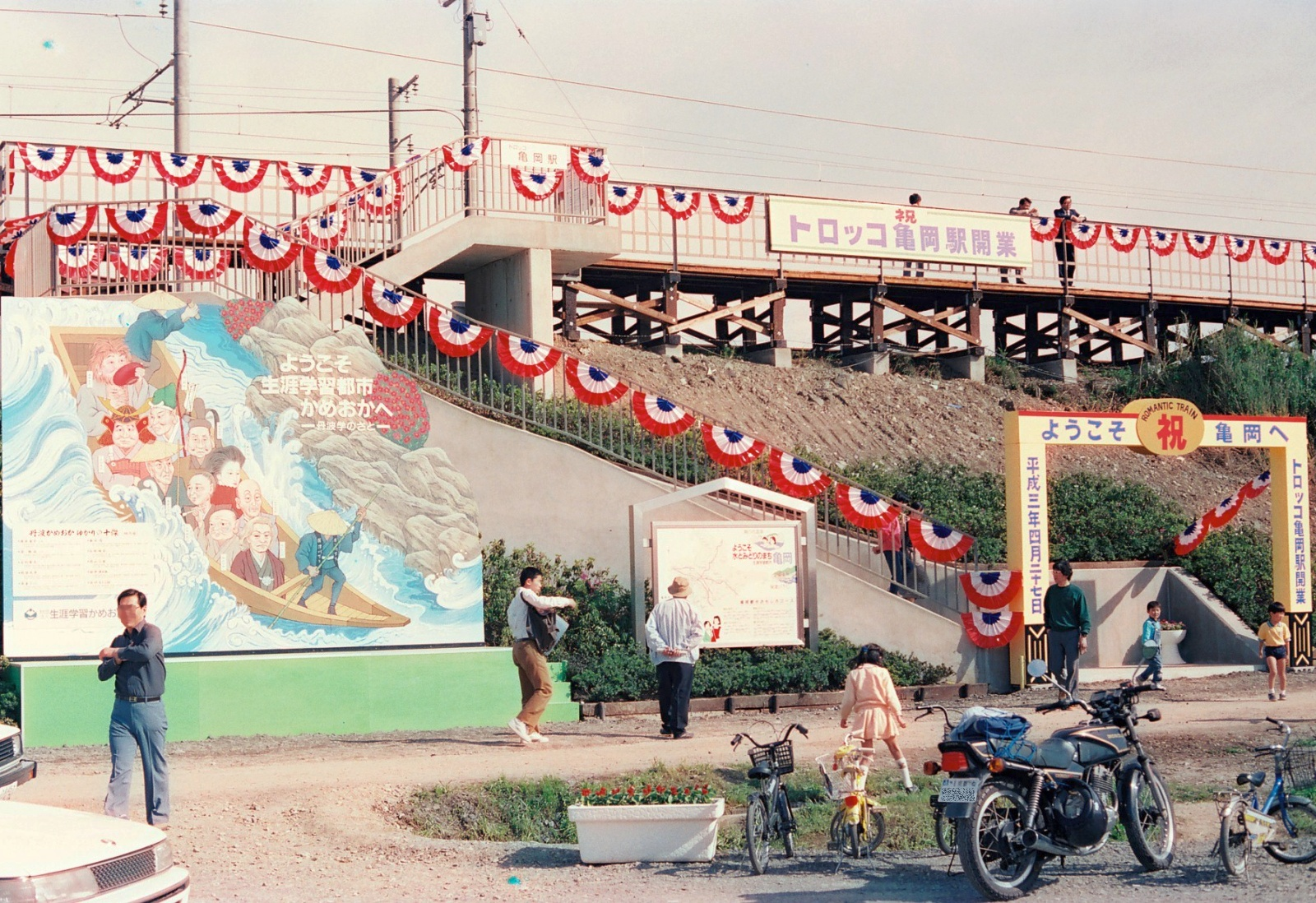
La gare à son ouverture en 1991.

La gare de Torokko Kameoka est située au point kilométrique (PK) 7,3 de la ligne Sagano Scenic Railway. Elle se trouve dans le bloc Shinden (神田) du quartier Yamamoto (山本) du secteur Shino (ja) (篠町) de la ville de Kameoka.

## Histoire
La gare de Torokko Kameoka est ouverte en même temps que l'entièreté de la ligne Sagano Scenic Railway le 27 avril 1991. Le bâtiment voyageurs actuel est complété le 24 avril 1992.

## Service des voyageurs

### Accueil

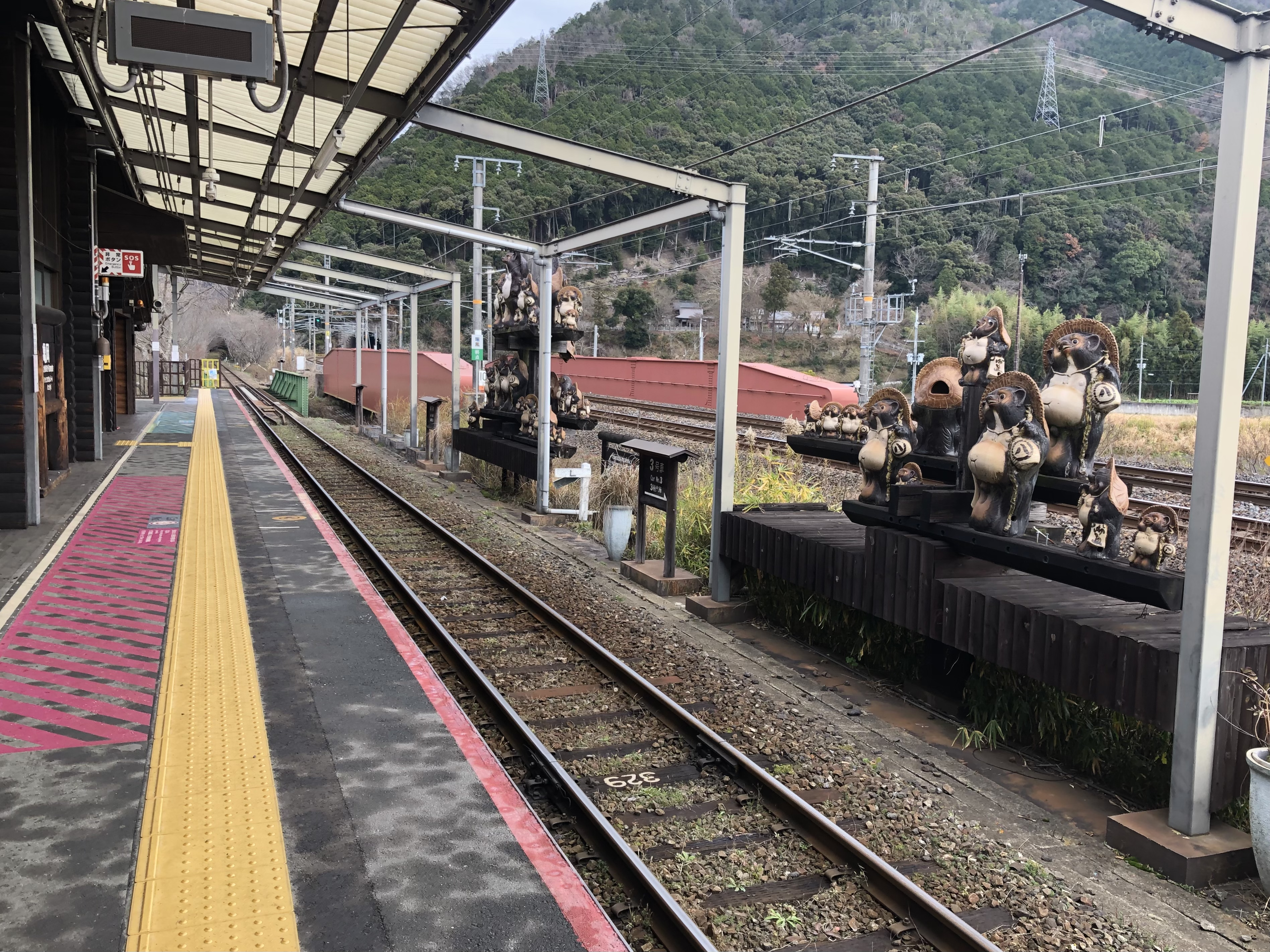
Les quais en 2021.

La gare dispose d'un bâtiment voyageurs construit au niveau du sol au nord de l'unique voie. Le bâtiment voyageurs est en ossature d'acier et comporte deux étages. L'intérieur et l'extérieur prennent l'aspect d'un chalet, recouvert de cèdre. On trouve des toilettes, un ascenseur et des toilettes accessibles dans le bâtiment voyageurs, en plus d'un parking devant le bâtiment. Un café se trouve au premier étage.

### Gares adjacentes
| «               |  | Service               |  | »        |
| --------------- |  | --------------------- |  | -------- |
| Torokko Hozukyō |  | Sagano Scenic Railway |  | terminus |

### Intermodalité
Les autobus de la société privée Keihan Kyōto Kōtsū (ja) desservent la gare, à l'arrêt « Gare de Torokko Kameoka » (トロッコ亀岡駅), nommément la ligne 39.
La gare d'Umahori sur la ligne Sagano se trouve à 500 mètres au nord-ouest.

## Dans les environs
La gare se trouve à proximité de la vallée de la Hozu (ja) et des bouées sur le fleuve Hozu. Elle se trouve aussi proche des sources chaudes de Yunohana Onsen (ja) (湯の花温泉).